# Запознайте се с Джон Доу
„Запознайте се с Джон Доу“ (на английски: Meet John Doe) е американска комедийна драма от 1941 г. на режисьора Франк Капра, по сценарий на Робърт Рискин, и участват Гари Купър и Барбара Стануик. Това е първият филм от двата филма, който Капра направи за „Уорнър Брос“ след напускането на „Уорнър Брос“, а втория е „Арсеник и стари дантели“ през 1944 г.